# Forcipomyia chrysolopha
Forcipomyia chrysolopha är en tvåvingeart som först beskrevs av Jean-Jacques Kieffer 1911.  Forcipomyia chrysolopha ingår i släktet Forcipomyia och familjen svidknott. Inga underarter finns listade i Catalogue of Life.